# Giulio della Rovere
Giulio della Rovere, o Giulio Feltrio della Rovere (Urbino, província de Pesaro i Urbino, Itàlia, 5 d'abril de 1533 – Fossombrone, província de Pesaro i Urbino, Itàlia, 3 de setembre de 1578) va ser un cardenal catòlic italià de la família della Rovere i duc de Sora.
Giulio era el segon fill de Francesco Maria I della Rovere i Leonor Gonzaga i el germà més petit de Guidobaldo II Della Rovere, Duc d'Urbino.
El 1538, quan el seu pare va morir, Giulio va heretar el Ducat de Sora, del qual va ser sobirà fins a 1578, any en què va ser nomenat arquebisbe de Ravenna i d'Urbino. En el tron ducal, el va succeir el seu nebot Francesco Maria II Della Rovere que ja era Duc d'Urbino.
Encara jove, Della Rovere va ser nomenat per al càrrec de cardenal i va ser oficialment entronitzat el 1548 amb només tretze anys. No obstant això, més tard va tenir tre fills il·legítims: Maria, Hipòlit (Ippolito), militar i Julià (Giuliano), eclesiàstic. Tots van ser posteriorment legitimats, així com els seus fills, pel papa Pius V el 1572 i Hipòlit va ser fet marqués de San Lorenzo in Campo.